# Nawoubkiba
Nawoubkiba est une localité située dans le département de Namissiguima de la province du Sanmatenga dans la région Centre-Nord au Burkina Faso. 

## Géographie
Nawoubkiba se trouve à 4 km au sud-ouest de Namissiguima, le chef-lieu du département, à environ 35 km au nord-ouest de Barsalogho, à 30 km qu nord-est de Kongoussi et à environ 70 km au nord-ouest de Kaya, la capitale régionale.

## Histoire
Depuis 2017, le nord de la province est soumis à des attaques djihadistes terroristes récurrentes entrainant des conflits entre les communautés Peulh et Mossi et des déplacements internes massifs de populations vers les camps du sud de la province à Barsalogho et Kaya. Ainsi en mars et en août 2019, une série d'attaques contre les villages de Nawoubkiba et de Koglobaraogo ont provoqué des morts dans les deux localités et d'importants dégâts dans les commerces incendiés,.

## Économie
Important village situé à proximité de Namissiguima, l'économie de Nawoubkiba repose traditionnellement sur l'agro-pastoralisme mais s'est développée dans les services et le commerce, grâce à son important marché, avec la croissance de cette localité depuis les années 2000.

## Éducation et santé
Le centre de soins le plus proche de Nawoubkiba est le centre de santé et de promotion sociale (CSPS) de Namissiguima tandis que le centre médical avec antenne chirurgicale (CMA) de la province se trouve à Barsalogho et que le centre hospitalier régional (CHR) est à Kaya. 
Nawoubkiba possède une école publique primaire.